# Cục Cảnh sát quản lý hành chính về trật tự xã hội
Cục Cảnh sát quản lý hành chính về trật tự xã hội (C06) trực thuộc Bộ Công an (Việt Nam) có trách nhiệm giúp Bộ trưởng thống nhất quản lý, chỉ đạo, hướng dẫn lực lượng Cảnh sát quản lý hành chính thực hiện quản lý nhà nước về an ninh, trật tự đối với ngành, nghề kinh doanh có điều kiện và dịch vụ bảo vệ; quản lý nhà nước về vũ khí, vật liệu nổ, công cụ hỗ trợ; quản lý con dấu; quản lý trật tự công cộng; quản lý, chỉ đạo, hướng dẫn lực lượng Cảnh sát quản lý hành chính trong cả nước về công tác đăng ký, quản lý cư trú; cấp và quản lý Căn cước công dân; xây dựng, quản lý và khai thác cơ sở dữ liệu quốc gia về dân cư, phục vụ công tác quản lý nhà nước về cư trú, đảm bảo an ninh, quốc phòng, phát triển kinh tế, xã hội theo đúng quy định của pháp luật và của Bộ trưởng. Chỉ đạo, hướng dẫn lực lượng Cảnh sát quản lý hành chính về trật tự xã hội tiến hành các biện pháp công tác phòng ngừa, phát hiện, đấu tranh chống tội phạm theo quy định của pháp luật và của Bộ trưởng.

## Lãnh đạo hiện nay
- Cục trưởng:

- Phó Cục trưởng:

1. Ngô Như Cường
2. Lê Minh Hiếu
3. Phùng Đức Thắng
4. Vũ Văn Tấn

## Tổ chức
- Phòng Tham mưu tổng hợp (Phòng 1)
- Phòng Hướng dẫn quản lý ngành nghề kinh doanh có điều kiện về an ninh, trật tự và con dấu (Phòng 2)
- Phòng Hướng dẫn quản lý vũ khí, vật liệu nổ, công cụ hỗ trợ và các loại pháo (Phòng 3)
- Phòng Hướng dẫn Cảnh sát khu vực, Cảnh sát trật tự, Cảnh sát phản ứng nhanh (Phòng 4)[3]
- Trung tâm Dữ liệu quốc gia về dân cư

## Khen thưởng
Anh hùng Lực lượng vũ trang nhân dân thời kỳ đổi mới (tháng 8 năm 2022)

## Cục trưởng qua các thời kỳ
- Đại tá Trần Quốc Sáng, từ 8.2018 - 4.2019[4]
- Thiếu tướng Vũ Xuân Dung, từ 4.2019 - 6.2020, nguyên Phó Cục trưởng
- Trung tướng Tô Văn Huệ, từ 6.2020 - 3.2021, 10.2021 - 9.2022 (lần 2, lúc bổ nhiệm là Thiếu Tướng), nguyên Cục trưởng V06
- Thiếu tướng Phạm Công Nguyên, từ 4.2021 - 9.2021
- Thiếu tướng Nguyễn Quốc Hùng, từ 5/9/2022 - 20/12/2023, nguyên Giám đốc Công an tỉnh Hà Nam
- Thiếu tướng Nguyễn Ngọc Cương, từ 12/2023 - nay, nguyên Hiệu trưởng Trường Đại học kỹ thuật - Hậu cần CAND

## Phó Cục trưởng qua các thời kỳ
- Thiếu tướng Phùng Đức Thắng (2022-nay)[5]
- Thiếu tướng Lê Minh Hiếu (2022-nay)
- Đại tá Ngô Như Cường
- Đại tá Vũ Văn Tấn (2022-nay)[6]